# Satz von Kawasaki
Der Satz von Kawasaki ist ein von Toshikazu Kawasaki formulierter mathematischer Satz über Origami.

## Aussage

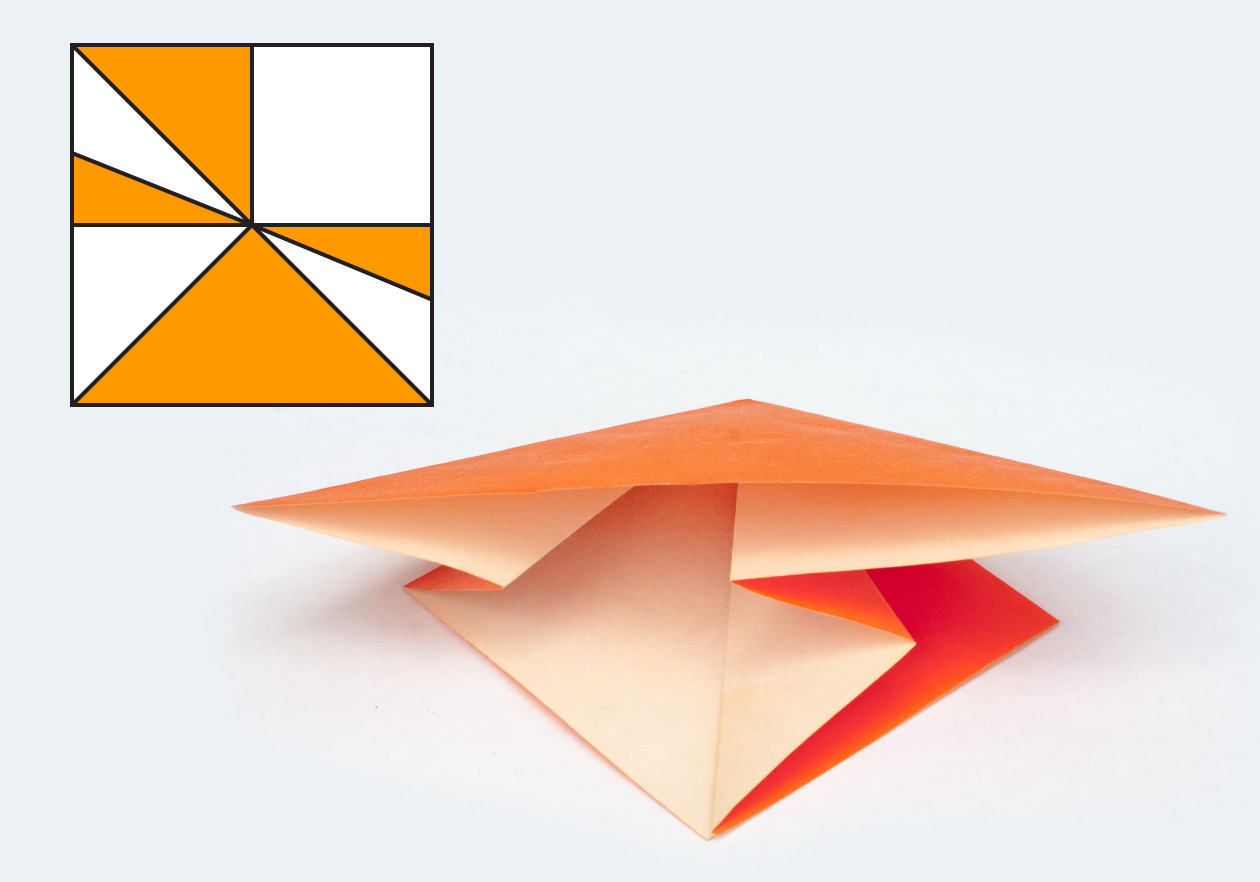
Die Winkel zwischen den Falten der ungefalteten Figur ergeben in der alternierenden Summe null, darum ist die Figur flach faltbar.

Ein Faltmuster mit einem Zentrum, in dem sich alle Falten treffen, kann man flach falten (d. h. plattdrücken) genau dann, wenn die Winkel zwischen zwei aufeinanderfolgenden Falten des Faltmusters (in ungefaltetem Zustand) in der alternierenden Summe null ergeben, d. h.:
{\displaystyle \alpha _{1}-\alpha _{2}+\alpha _{3}-\cdots +\alpha _{2n-1}-\alpha _{2n}=0},
wobei {\displaystyle \alpha _{1},\ldots ,\alpha _{2n}} die Winkel zwischen zwei aufeinanderfolgenden Falten des Faltmusters sind (die Anzahl der Falten ist nach dem Satz von Maekawa gerade).

## Alternative Formulierung
Da für jedes Faltmuster auf einem flachen Papier mit einem Zentrum, in dem sich alle Falten treffen, gilt: {\displaystyle \alpha _{1}+\alpha _{2}+\cdots +\alpha _{2n}=2\pi }, erhält man (wenn man den Winkel im Bogenmaß misst) durch das Additionsverfahren:
{\displaystyle \alpha _{1}-\alpha _{2}+\alpha _{3}-\cdots +\alpha _{2n-1}-\alpha _{2n}=0\Leftrightarrow \alpha _{1}+\alpha _{3}+\cdots +\alpha _{2n-1}=\pi }.
Da die Äquivalenz transitiv ist, kann man im Fall eines flachen Papiers den Satz wie folgt umformulieren:
Ein Faltmuster mit einem Zentrum, in dem sich alle Falten treffen, kann man flach falten (d. h. plattdrücken) genau dann, wenn
{\displaystyle \alpha _{1}+\alpha _{3}+\cdots +\alpha _{2n-1}=\pi },
wobei {\displaystyle \alpha _{1},\ldots ,\alpha _{2n}} die Winkel zwischen zwei aufeinanderfolgenden Falten des Faltmusters sind.
Für ein nicht-flaches Ausgangspapier gilt diese Äquivalenz nicht, d. h., die alternative Formulierung ist nicht anwendbar. Dagegen ist die erste Formulierung mit {\displaystyle \alpha _{1}-\alpha _{2}+\alpha _{3}-\cdots +\alpha _{2n-1}-\alpha _{2n}=0} auch bei nicht-flachen Ausgangspapieren, wie z. B. Kegeln, anwendbar.

## Beweisidee
Der Beweis wird in zwei Teile aufgeteilt, nämlich Hin- und Rückrichtung der Äquivalenz:
- Man stelle sich eine flach gefaltete Figur mit einem Zentrum, in dem sich alle Falten treffen, vor. Sei diese Figur im flach gefalteten Zustand. Wandert man genau einmal auf dem Rand entlang, so korrespondiert die Position auf dem Rand mit einem Winkel am Zentrum. Man zeichnet nun alle Winkeldifferenzen zwischen zwei Faltungen auf und nummeriert diese chronologisch nach Zeitpunkt des Abschreitens. Hat man die gesamte Strecke absolviert, erhält man die Winkel {\displaystyle \alpha _{1},\ldots ,\alpha _{2n}}. Da man bei einer Faltung die Richtung wechselt und am Ende wieder bei genau demselben Winkel ist, wo man losgelaufen war (bezüglich des Zentrums, im gefalteten Zustand), gilt {\displaystyle \alpha _{1}-\alpha _{2}+\alpha _{3}-\cdots +\alpha _{2n-1}-\alpha _{2n}=2\pi k} mit {\displaystyle k\in \mathbb {Z} }.

Da aber  {\displaystyle \alpha _{1}+\cdots +\alpha _{2n}=2\pi } und {\displaystyle \forall i\in \{m\ldots ,2n\}:\alpha _{i}\neq 0}, muss {\displaystyle k=0} sein.
- Sei {\displaystyle \alpha _{1}-\alpha _{2}+\alpha _{3}-\cdots +\alpha _{2n-1}-\alpha _{2n}=0} für eine Figur. Nun wählt man ein {\displaystyle i\in \{1,\ldots ,n\}}, sodass {\displaystyle \alpha _{1}-\alpha _{2}+\alpha _{3}-\cdots +\alpha _{2i-1}-\alpha _{2i}} minimal ist (dieser Ausdruck muss dann kleiner oder gleich null sein, denn sonst wäre {\displaystyle \alpha _{1}-\alpha _{2}+\alpha _{3}-\cdots +\alpha _{2n-1}-\alpha _{2n}=0} ein kleinerer Ausdruck dieser Art). Dann faltet man ab dem Winkel {\displaystyle \alpha _{2i+1}} die Figur nach Akkordeon-Art, d. h. immer abwechselnd erst nach links und dann nach rechts, sodass rechts negativen Winkeln entspricht. Betrachtet man dabei die Position der aktuellen Falte, so wandert diese nie nach rechts, da auf den ersten {\displaystyle 2n-i} Winkeln die Summe der Winkel zunimmt (bzw. gleich bleibt), um auf null aufzuschließen (bzw. den Wert beizubehalten). In den nachfolgenden {\displaystyle 2i} Winkeln kann die aktuelle Falte dann nie weiter nach rechts wandern als die erste Falte beim Winkel {\displaystyle \alpha _{2i+1}}, bei dem man angefangen hat, da sonst eine kleinere Summe {\displaystyle \alpha _{1}-\alpha _{2}+\alpha _{3}-\cdots +\alpha _{2i-1}-\alpha _{2i}} existieren würde. Da die Anzahl der Falten gerade ist und wegen des Kommutativgesetzes der Addition gilt

{\displaystyle \alpha _{2i+1}-\alpha _{2i+2}-\cdots +\alpha _{2n-1}-\alpha _{2n}+\alpha _{1}-\alpha _{2}+\alpha _{3}-\cdots +\alpha _{2i-1}-\alpha _{2i}=0},
kann man die erste Ecke und die letzte Ecke der Faltung verbinden, da sie sich an derselben Position befinden und ganz rechts sind, sodass sie sich nicht mit der Figur überschneiden. Damit hat man eine flache Faltung.